# Hymnen (Stockhausen)

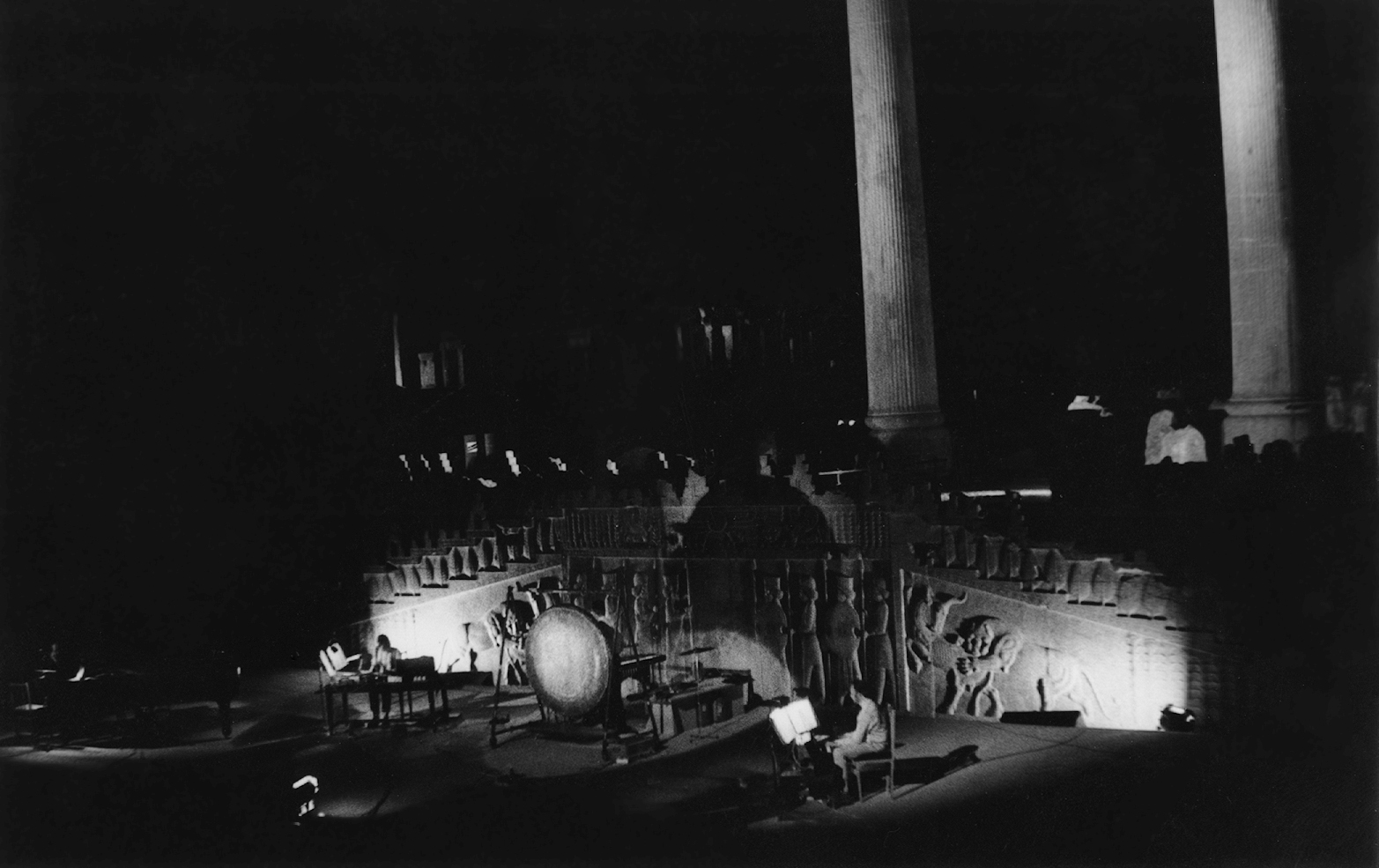
Aufführung von Hymnen (Solistenversion) auf dem Schiras-Kunstfestival, Persepolis, Iran, am 3. September 1972 mit Aloys Kontarsky, Klavier; Péter Eötvös, Elektrochord; Christoph Caskel, TamTam und Harald Bojé, Elektronium

Hymnen (elektronische und konkrete Musik) ist eine Komposition von Karlheinz Stockhausen, die von 1966 bis 1967 realisiert und 1969 nochmals modifiziert wurde. In Stockhausen-Werkverzeichnis trägt sie die Nummer 22.
Das Werk ist von einem weltmusikalischen Charakter geprägt, indem ca. 40 Nationalhymnen als Klangobjekte Verwendung finden, die als Grundlage für elektronische Modulation und Transformation dienen und somit zu einer Einheit verknüpft werden.
Als einziges nicht-staatliches Lied wurde das Arbeiterlied „Die Internationale“ verarbeitet, darüber hinaus das nationalsozialistische Horst-Wessel-Lied.

## Versionen
Stockhausens Werk existiert in drei Versionen:
- Hymnen (Elektronische und konkrete Musik) für 4-Spur Magnetband, 4x 2 Lautsprecher, Mischpult und Klangregie (ca. 114 Min.)
- Hymnen (Elektronische und Konkrete Musik mit 4 Solisten) mit z. B. Trompete und Synthesizer / Posaune, Euphonium und Synthesizer / Tamtam und mehrere andere Instrumente / Synthesizer, Sampler und Klavier dazu 4-Spur-Magnetband, 6x 2 Lautsprecher, 4 Monitorlautsprecher, Instrumentarium nach Solisten, Mischpult und Klangregie (ca. 126 Min.)
- Hymnen (dritte Region), Elektronische Musik mit Orchester und Dirigent dazu 4 Spur-Magnetband, 28 Mikrofone, 12 Lautsprecher, Mischpult und Klangregie (ca. 42 Min.)

## Entstehung und Gliederung
Die quadrophonische elektronische und konkrete Musik entstand im Studio für elektronische Musik des WDR in Köln und wurde am 30. November 1967 als Version mit Solisten in der Aula des Apostelgymnasiums in Köln-Lindenthal uraufgeführt.
Stockhausen gliederte das Werk in verschiedene Regionen, die folgende Nationalhymnen als Schwerpunkt aufweisen:
1. Region: Die Internationale und die Marseillaise.
2. Region: Das Deutschlandlied, der Anfang der Hymne der Sowjetunion, mehrere afrikanische Nationalhymnen und einer Originalton-Aufnahme von Stockhausen selbst mit den Sätzen: „Otto Tomek hat gesagt: ‚Das mit dem Horst-Wessel-Lied gibt böses Blut.‘ Aber ich meinte es gar nicht so; das war nur eine Erinnerung.“
3. Region: Die Fortführung der Hymne der Russischen Föderation, The Star-Spangled Banner und die Marcha Real.
4. Region: den Schweizerpsalm.

Der Komponist zog in Erwägung, weitere Regionen zu verwirklichen, zu denen zwar gesammeltes  Material existiert, die aber letztendlich doch nicht realisiert wurden:
- Region 5: Die Staaten des damaligen Ostblocks.
- Region 6: Arabien.

## Leitgedanke
Als kompositorisch richtungsweisende Ideen dienten Stockhausen bei der Arbeit an den Hymnen die folgenden, von ihm formulierten Leitgedanken:
Verstecke was Du komponierst, in dem, was du hörst. Verdecke, was du hörst. Stelle etwas neben das, was du hörst. Stelle etwas weit außerhalb dessen, was du hörst. Unterstütze, was du hörst. Setz ein Ereignis, das du hörst, für lange Zeit fort. Verwandle ein Ereignis bis zu Unkenntlichkeit. Verwandele ein Ereignis, das du hörst, in das vorige, das du komponiert hast. Komponiere, was du als nächstes erwartest. Komponiere oft, höre aber auch für längere Zeiten dem zu, was schon komponiert ist, ohne weiter zu komponieren. Mische alle Anweisungen. Beschleunige zunehmend den Strom deiner Intuition.

## Werkeinführung
„Nationalhymnen sind die bekannteste Musik, die man sich vorstellen kann. Jeder kennt die Hymne seines Landes und vielleicht noch einige andere, wenigstens deren Anfänge. Integriert man bekannte Musik in eine Komposition unbekannter neuer Musik, so kann man besonders gut hören, wie sie integriert wurde: untransformiert, mehr oder weniger transformiert, transponiert, moduliert usw. Je selbstverständlicher das Was, umso aufmerksamer wird man für das Wie.“
Stockhausen verwendete die Nationalhymnen, welche ihm „das Populärste, was es überhaupt gibt“ waren, als das Was seiner Komposition. Indem er dieses allgemein-kulturelle Wissen in neuer Konstellation stellte und durch Hinzunahme weiterer gefundener Objekte wie Sprachfetzen und Radioereignissen neue Klangverbindungen schuf, eröffnete er die Möglichkeit, die „alten“ Hymnen neu zu hören.
Dabei kann das Werk nicht einfach als collageartige Zusammenstellung verschiedener Nationalhymnen gesehen werden. Vielmehr werden die Klangobjekte durch elektronische Modulationen von Rhythmus, Harmonie und Dynamik so miteinander verbunden, dass sich die Grade der Erkennbarkeit vom Rohmaterial bis hin zur Unkenntlichkeit bewegen.
Hymnen greift einen neuen Gedanken der Weltmusik auf: Mit dem in vier Regionen gegliederten zweistündigen Werk verfolgte Stockhausen den Wunsch, eine Musik zu schreiben, die die Menschen aller Ethnien und Nationen einbezieht. In diesem Sinne ist Hymnen auch utopisch als eine Zukunftsvision vom Zusammenleben der Menschen aller Nationen zu verstehen. Diese Sichtweise verfolgte Stockhausen bereits in der 1966 entstandenen Komposition Telemusik und führte sie mit Hymnen noch weiter aus.
„Die Komposition von so vielen Nationalhymnen zu einer gemeinsamen musikalischen Zeit- und Raumpolyphonie könnte die Einheit der Völker und Nationen in einer harmonischen Menschenfamilie als musikalische Vision erlebbar machen.“
Diese Bedeutungsdimension betonte Stockhausen besonders bei der amerikanischen Uraufführung 1971 in New York mit den Worten: „Amerika, Land der Flüchtlinge, der Vertriebenen, der zusammengewürfelten: Ich habe Dir diese Musik auf den Leib geschrieben. Du könntest ein Modell für die ganze Welt werden, wenn du so lebtest, wie diese Musik ankündigt. Wenn Du ein gutes Beispiel gäbest...!“
Hiermit greift der Komponist den später von ihm weiter vertieften Gedanken eines Weltparlamentes auf, den er in der Oper Mittwoch aus dem Zyklus Licht weiter konkretisiert.